# Chiesa di Sant'Andrea (Avila)

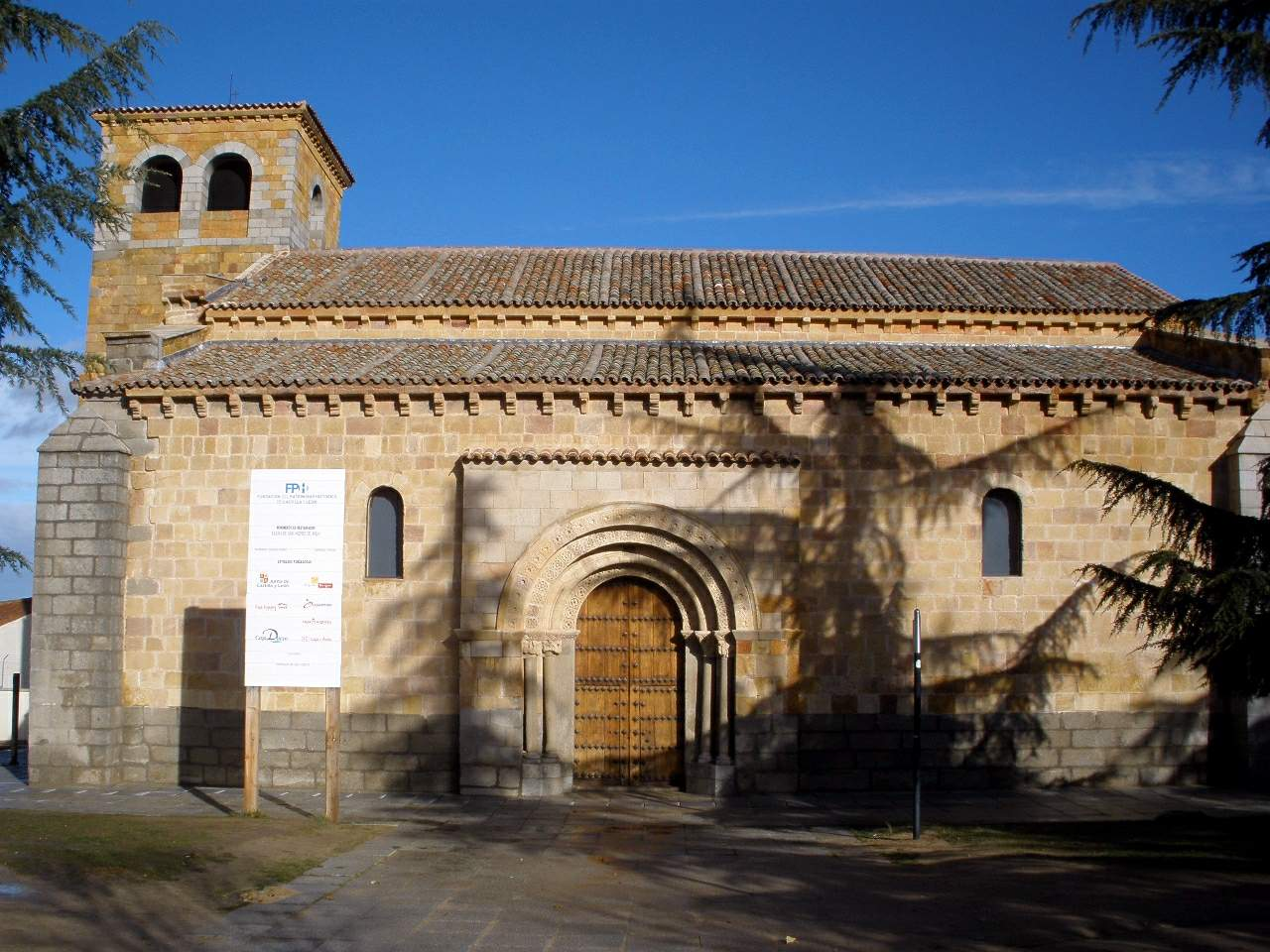
Lato sud

La chiesa di Sant'Andrea ad Avila, capoluogo dell'omonima provincia nella regione autonoma spagnola di Castiglia e León, è considerata la più antica chiesa romanica della città. Fu probabilmente costruita alla fine dell'XI secolo, contemporaneamente alla costruzione delle mura della città. Si trova a nord delle mura della città, nell'ex quartiere dei muratori e degli scalpellini. Nel 1923 la chiesa, consacrata all'apostolo Andrea, fu dichiarata Bien de Interés Cultural. Nel 1985 è stata inserita nella lista del patrimonio mondiale dell'UNESCO come parte della Città vecchia di Avila con le sue chiese fuori le mura.

## Architettura

### Esterno

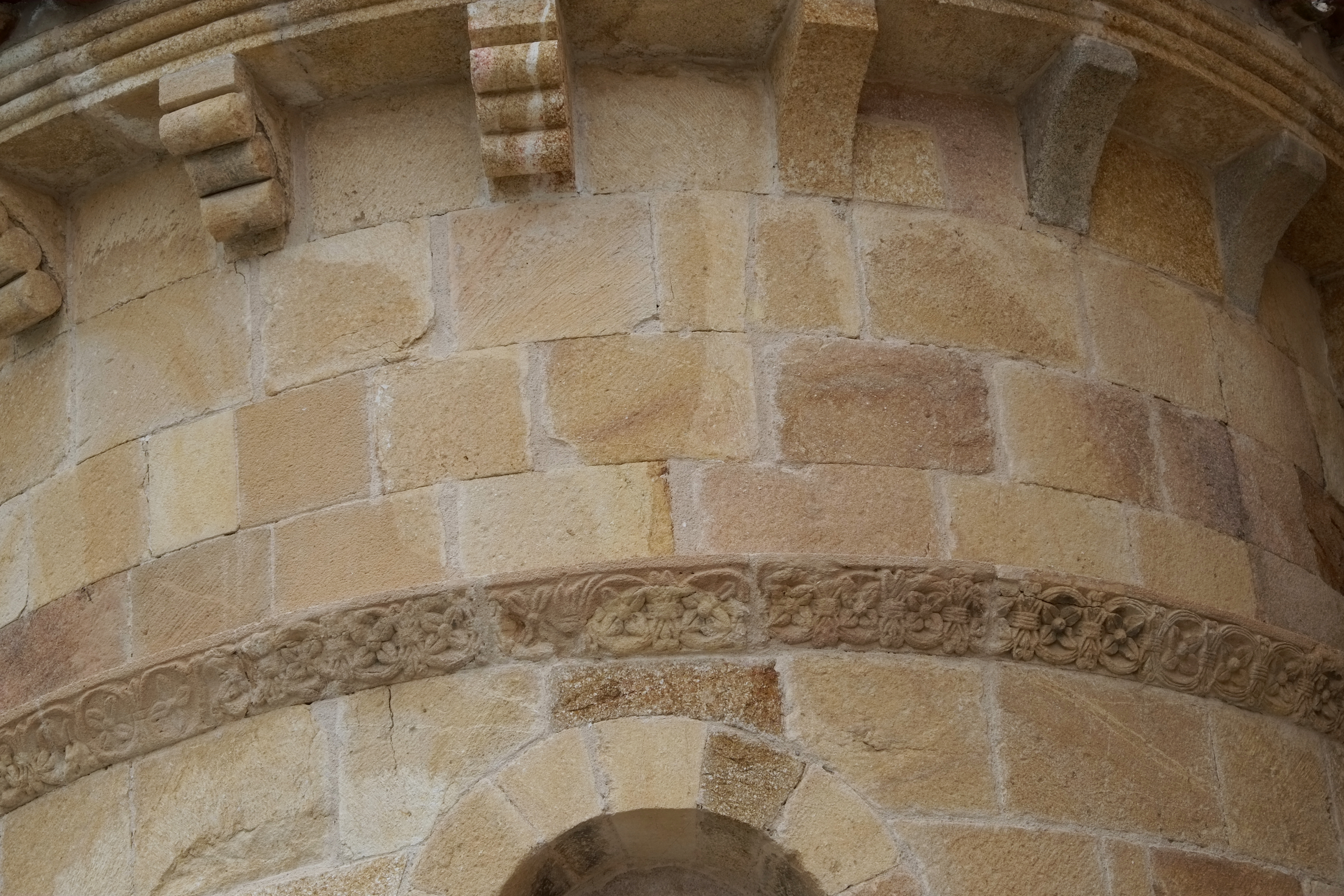
Abside laterale con beccatelli e fregio

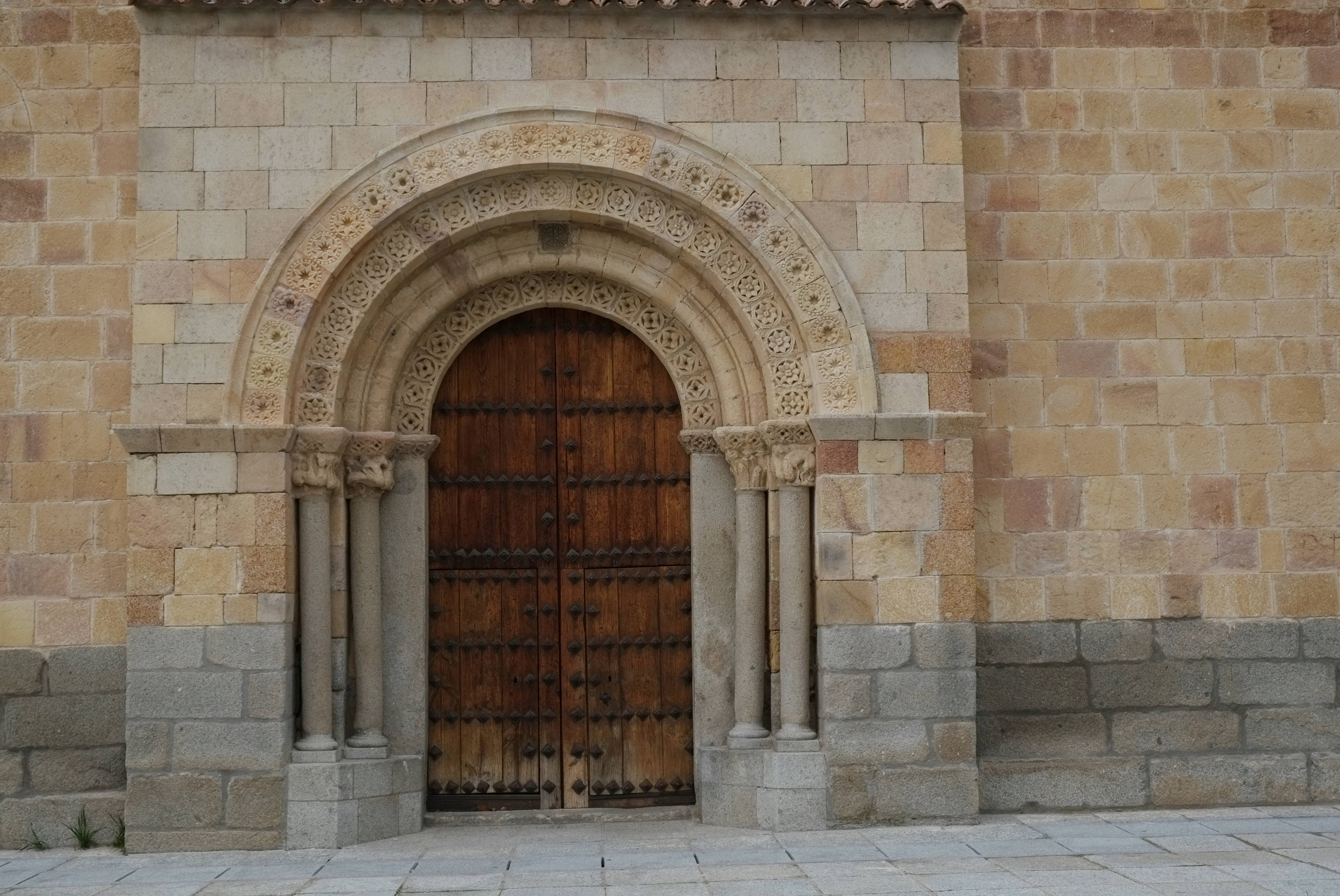
Portale sud

Due colonne di tre quarti dividono la parete esterna dell'abside maggiore in tre zone, ciascuna traforata da una stretta finestra ad arco inquadrata da due esili colonnine. Sopra le finestre corre un fregio a cubo, che prosegue nell'abside del lato sud come una fregio a rosetta. Una finestra è stata tagliata lungo l'asse dell'abside laterale meridionale. L'accesso al tetto è coperto da peducci che, come i capitelli delle colonne, erano originariamente scolpiti con teste e animali. La maggior parte di essi è stata rinnovata.

### Portali

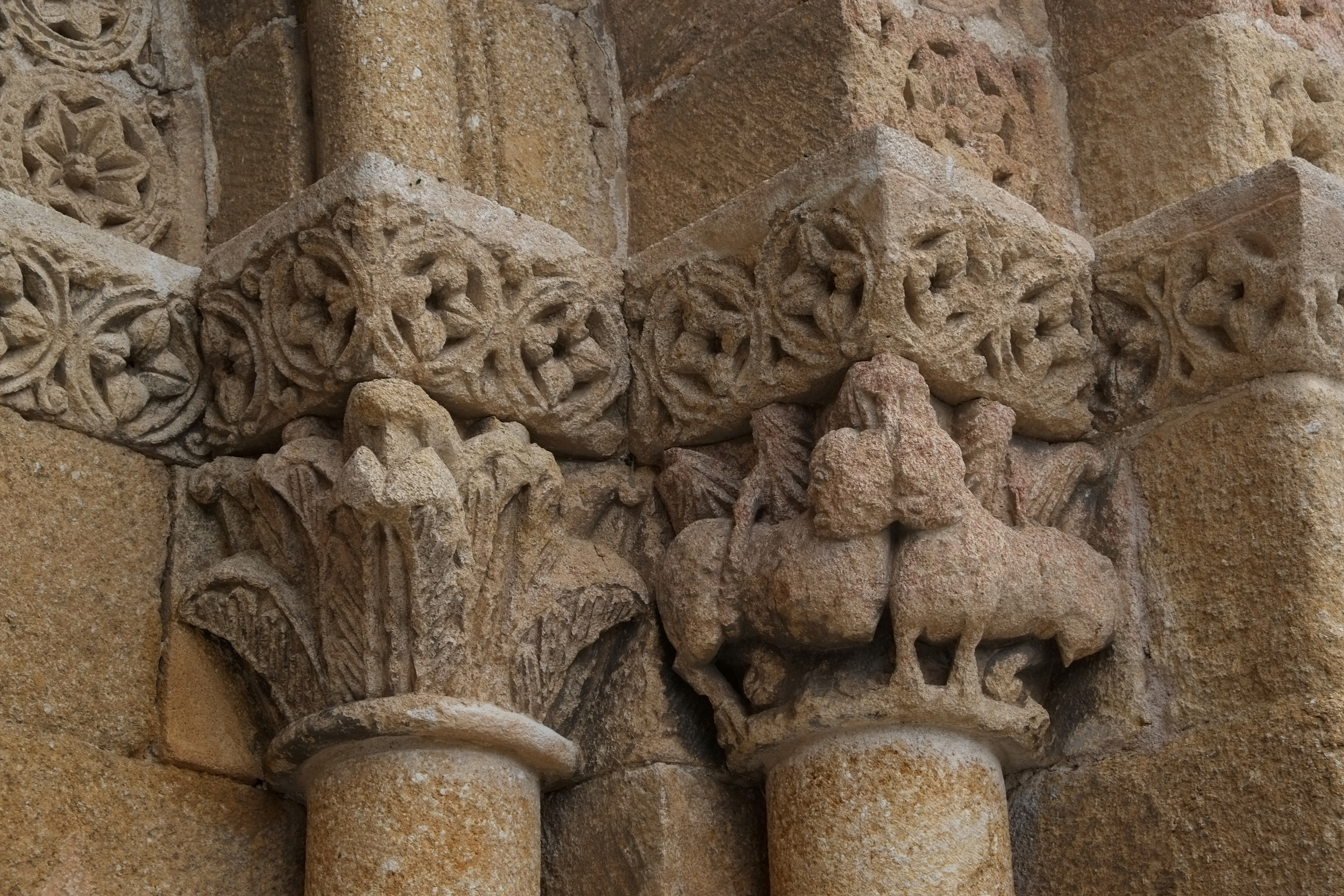
Capitelli del portale ovest

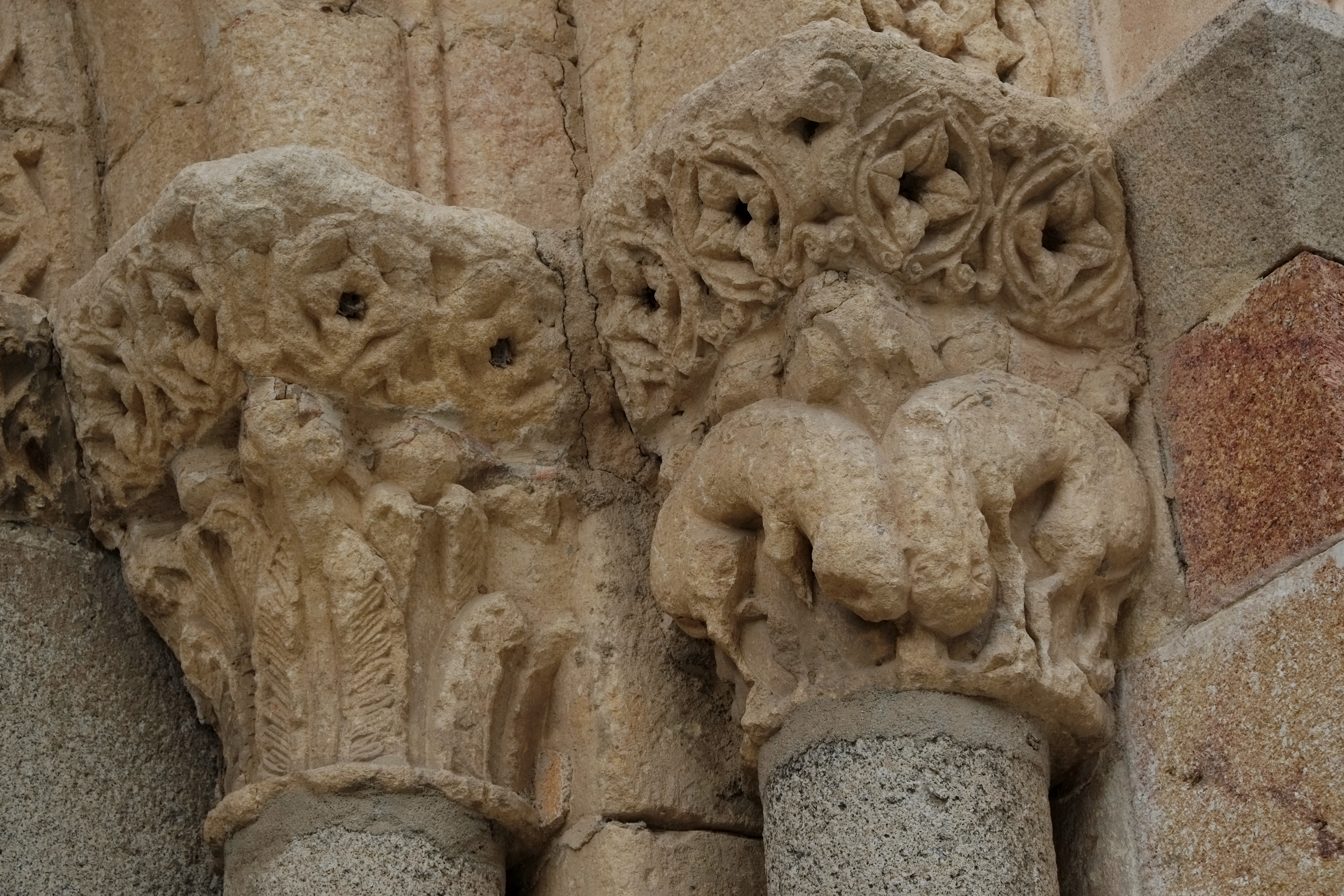
Capitelli del portale sud

I due portali della chiesa si trovano sulle facciate ovest e sud. Sono circondati da archivolti che poggiano su pilastri e sono decorati con tondini e rosoni. I capitelli delle colonne sono gravemente danneggiati. Si riconoscono grifoni, arpie e foglie stilizzate. La chiave di volta del secondo archivolto del portale sud reca il Monogramma di Cristo.

### Interno
La chiesa è a tre navate ed è suddivisa in quattro campate. Le due navate laterali immettono direttamente in piccole absidi semicircolari. Tra la navata centrale e l'abside maggiore, anch'essa chiusa a semicerchio, è inserita un'ampia cantoria. Le arcate della navata centrale poggiano su pilastri con semicolonne sui quattro lati. Nella chiesa sono conservati numerosi capitelli con rappresentazioni di persone, animali e creature mitiche.

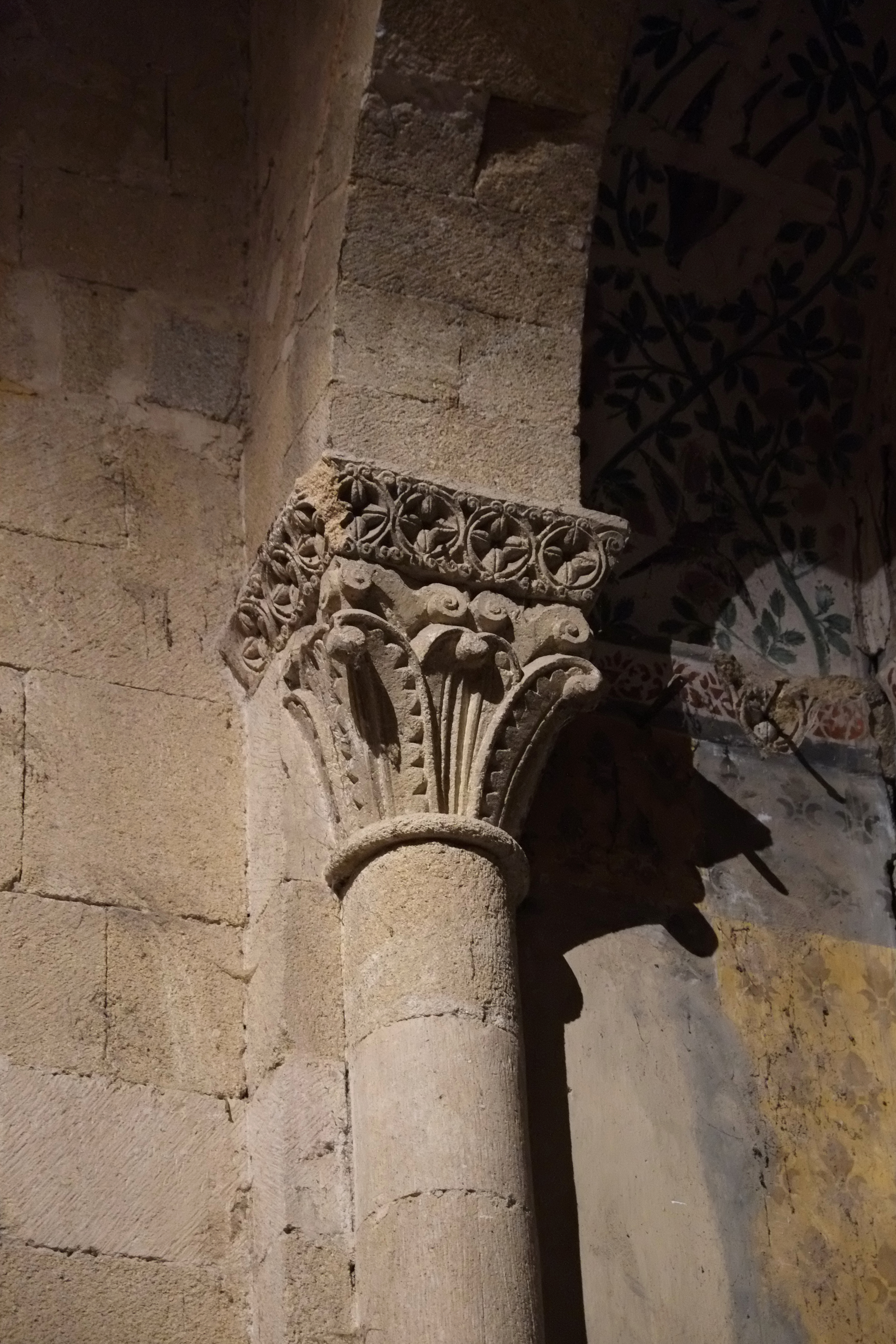
Capitello
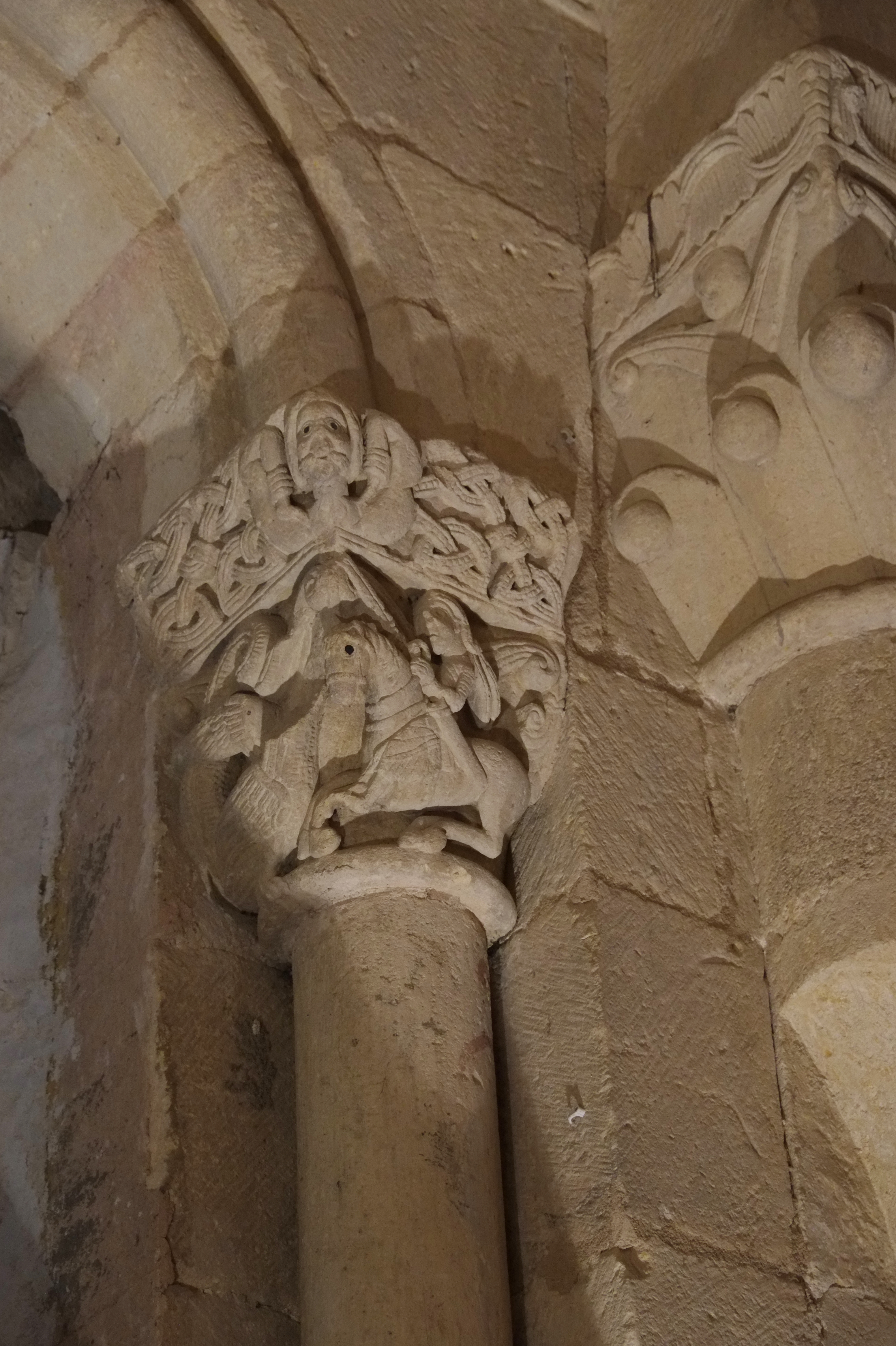
Capitello
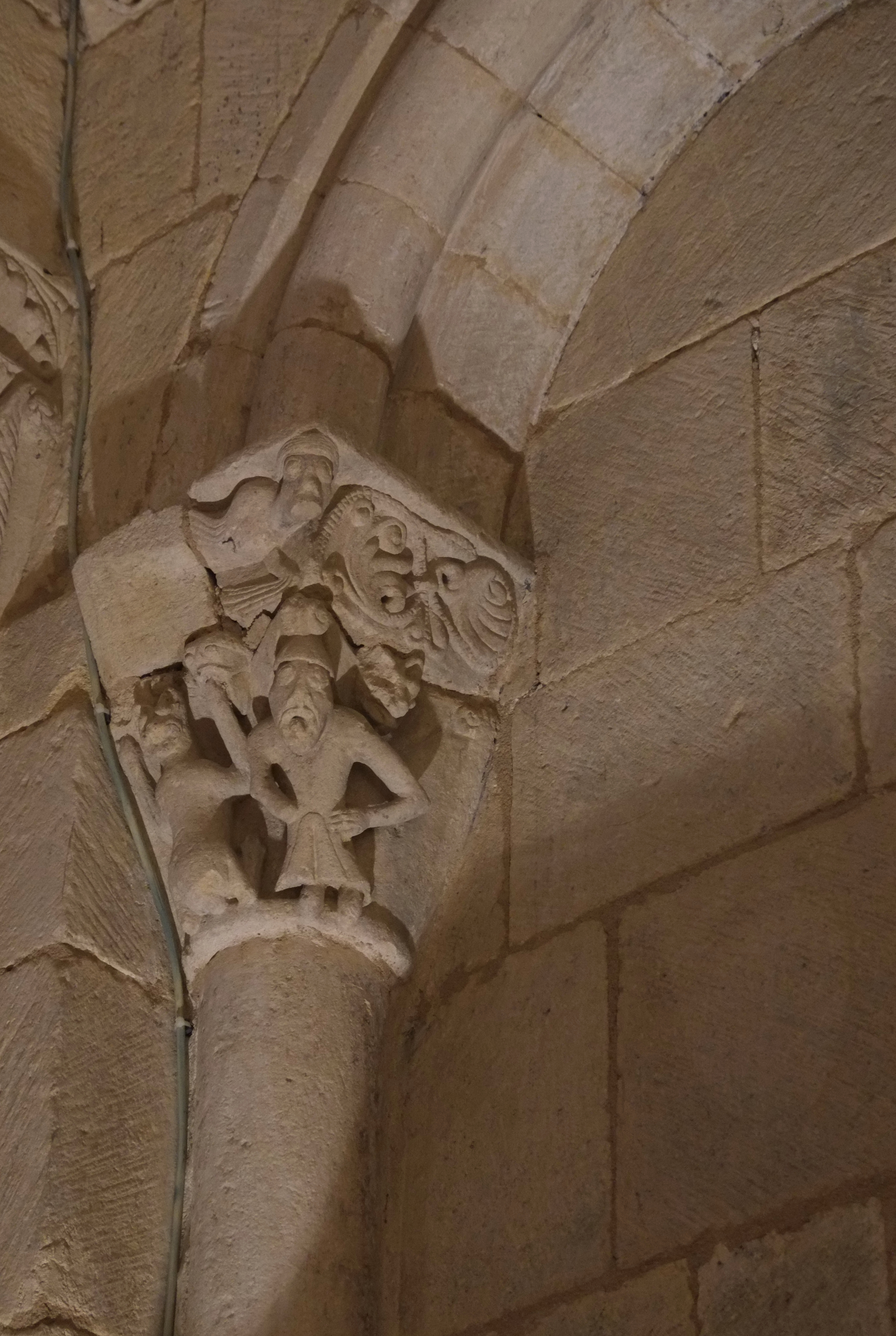
Capitello